# Madonna col Bambino (Gentile da Fabriano Yale)
La Madonna col Bambino è un dipinto tempera e oro su tavola (91,4x62,9 cm) di Gentile da Fabriano, databile al 1424 circa e conservata nella Yale University Art Gallery a New Haven. L'opera è firmata sullo stipite sinistro "Gent / Fabriano".

## Storia
L'opera proviene forse dalle Marche, dove a metà dell'Ottocento viaggiò il primo proprietario noto di questa Madonna, James Jackson Jarves, studioso e appassionato d'arte americano, anche se non è escluso che avesse potuto acquistarla sul mercato fiorentino, da cui ottenne numerosi dipinti. Sicuramente al 1860 era già nelle sue collezioni, e nel 1871 venne acquistata dall'Università di Yale.
La datazione al 1424, leggermente più tarda di quella tradizionale al 1420-1423, si basa su similitudini dell'architettura di sfondo con brani della porta nord del Battistero di Firenze, terminata da Lorenzo Ghiberti proprio quell'anno.
Andrea de Marchi la data però al periodo bresciano (1414-1419) sulla base della finta cornice marmorea spesso usato dall'artista e bottega in questo periodo e per la semplicità dei nimbi
.

## Descrizione e stile
Il dipinto è cattivo stato di conservazione per via di abrasioni dovute a un maldestro tentativo di restauro. Maria si trova seduta a mezza figura con il bambino in piedi su un cuscino, che forse poggia su un parapetto invisibile; un secondo cuscino dorato si trova appoggiato a destra. Invece del tradizionale fondo oro il maestro usò una finta finestra con un traforo gotico, oltre la quale si vede un fittissimo bosco di alberi da frutto, i cui rami escono brulicanti anche dai trafori stessi. Si tratta di vari fiori e frutti legati a significati mariani: la rosa bianca, simbolo di purezza, la melagrana, simbolo della Passione e dell'unità della Chiesa, la mela, simbolo del peccato originale. Non si tratta più delle sottili efflorescenze dei primi lavori dell'artista, ma di rampicanti robusti e infestanti, che serpeggiano dappertutto mostrando frutti carnosi.
Nello scorcio della cornice, ottimizzata in maniera intuitiva per una visione da destra, si notano forse i tentativi di Gentile di assimilare gli interessi spaziali fiorentini. Se Maria appare piuttosto tradizionale, più originale è il Bambino, vero fulcro della composizione, che col suo gesto dinamico sembra slanciarsi, benedicente, verso lo spettatore.